# Syzygium rugosum
Syzygium rugosum är en myrtenväxtart som beskrevs av Pieter Willem Korthals. Syzygium rugosum ingår i släktet Syzygium och familjen myrtenväxter. Inga underarter finns listade i Catalogue of Life.